# Бобровский, Иоганнес
Иога́ннес Бобро́вский (нем. Johannes Bobrowski; 9 апреля 1917[…], Тильзит, Пруссия — 2 сентября 1965[…], Восточный Берлин) — немецкий прозаик и поэт.

## Биография
Родился в Тильзите в семье чиновника железнодорожного ведомства, детство провёл там же, после жил Восточной Пруссии и Литве.
Учился в гимназии Кёнигсберга, где одним из его учителей был известный писатель-католик, оппонент нацистского режима Эрнст Вихерт (1887—1950). Параллельно Бобровский обучался игре на органе в кафедральном соборе Кёнигсберга.
В 1938 году семья переехала в Берлин, Бобровский поступил на учёбу в Берлинский университет имени Гумбольдта, где изучал искусствоведение. Однако в том же году он был привлечён к несению трудовой повинности, а в 1939 году его призвали в вермахт на военную службу. Воевал в Польше, Франции, СССР (как разведчик проникал в занятый советскими войсками Кёнигсберг, где сблизился с группами христианского сопротивления фашизму).
Первые писательские опыты относятся к 1941 году, в то время он находился в составе одной из частей вермахта, оккупировавшей Новгородскую область. В 1943 году Бобровский женился на своей землячке Иоганне Будрус.
Четыре года (1945—1949) он провёл в советском плену — работал шахтёром в Донбассе, посещая школы для военнопленных, восстанавливал разрушенное войной хозяйство в Ростовской области. В 1949 году возвратился на родину и стал гражданином ГДР. По возвращении в Берлин Бобровский работал редактором в издательстве Люси Грошер и с 1959 года в издательстве Union Verlag, в котором и вышли все его стихотворные и прозаические книги. 2 сентября 1965 года после неудачной операции Бобровский умер от перитонита.

## Творчество
В марте 1944 года в последнем номере журнала «внутренней эмиграции» Das Innere Reich благодаря посредничеству католической писательницы Ины Зайдель впервые напечатаны восемь его стихотворений
Однако открытие читателями Бобровского произошло только в 1955 году благодаря усилиям П. Хухеля, опубликовавшего в своем журнале Sinn und Form большую подборку стихов поэта. В 1959 году журнал «Accent» впервые познакомил западногерманского читателя с творчеством Бобровского. Литературной общественности Восточной и Западной Германии он стал широко известен только в 1960 году.
Первый же поэтический сборник Бобровского, «Время сарматов», был удостоен в 1962 году австрийской премии имени Анны Иоганны Кенинг и премии западногерманской «Группы 47».
На встрече «группы 47», прошедшей в Ашаффенбурге, провалились выступления представителей «старой гвардии», поэтому Бобровский как новый автор был принят с интересом — его произведения отвечали литературным пристрастиям группы. Внимание критиков Бобровский заслужил тем, что затронул неприятную для немецкого общества тему взаимоотношений России и Германии последних десятилетий, более того — взаимоотношений Германии и Востока. К «группе 47» Бобровский относился скептически, это отразилось в серии едких эпиграмм на Генриха Бёлля, Ингеборг Бахман, Мартина Вальзера, Ханса Рихтера и др. Но в группе он нашёл поддержку и понимание.
После выхода в свет второго сборника стихов «Земля теней и рек», Бобровский напряженно работал над рассказами и романом «Мельница Левина», законченными в 1964 году и тогда же удостоенным премии имени Генриха Манна Берлинской академии искусств и международной швейцарской премии имени Шарля Вейона.
Сборник рассказов «Белендорф и мышиный праздник» — последняя книга, вышедшая при жизни писателя. Рассказы охватывают значительный период детства, предвоенную пору («Пророк», «Пижама»), войну («Мышиный праздник», «Плясун Малиге») и современность автора («Сова», «Заброшен в чужую столицу»), забавные истории из самобытной жизни восточнопрусского края («Литовское предание», «Лобеллерский лесок»); новеллы («Букстекуле», «Памяти Пиннау», «Молодой человек у окна», «Белендорф»).
После кончины в его архиве нашли практически законченный роман «Литовские клавиры», стихи, составившие два посмертных сборника — «Признаки погоды» и «В зарослях ветра», рассказы, вошедшие в книгу «Пророк», наброски, эпиграммы, письма, автобиографические заметки, частично опубликованные в разных изданиях. Бобровский говорил, когда закончит роман «Литовские клавиры», на основе него напишет драму. Но спустя три месяца поэта не стало. Роман был завершён, а драма осталась ненаписанной.

## Ключевые темы в произведениях
Тема вины
Бобровский выступил обновителем романа XX века (возникла необходимость дальнейшего развития теории романа и определение его места в литературном процессе XX века), и при этом он опирался не на отрицание, а на освоение и творческую переработку национальной литературной традиции. При этом поиски писателя шли в русле развития реалистического романа, в котором утверждается вера в разумный, гуманный ход жизни, здоровые возможности человека.
Его первые произведения содержали образы бунтарей-одиночек, мыслителей, композиторов, художников и размышления о причинах, которые привели Германию 1945 года к страшной катастрофе.
Ключевая тема в творчестве Бобровского — Германия и народы Восточной Европы. Он исследовал взаимоотношения людей разных классов и отношения народов разных национальностей. В своих произведениях, тематически обращенных в прошлое Германии, писатель предупреждает об опасности немецких исторических ошибок, немецкого исторического выбора, сориентированного на национальное высокомерие и обособление. Он говорит о родстве немцев и поляков, русских и литовцев, о гармоническом мире.
Талант Бобровского формировался в политическом климате национал-социализма, расизма 1920—1940 годов. А Литва, по плану гитлеровской Германии «вторжения на Восток», была включена в список будущих колоний, это обостряло взаимоотношения немцев и литовцев. Эта тема возникла уже в первом поэтическом сборнике Бобровского «Время сарматов».

Вина моего народа перед народами Восточной Европы от возникновения ордена германских рыцарей и до событий недавнего прошлого.— Иоганнес Бобровский, цитата по Ю. Архипову
Соприкосновение литовской и немецкой культур сформировали духовное развитие Бобровского — синтез балтийского мироощущения и немецкого мышления. Поэтому в его лирике и прозе доминирует пейзаж Малой Литвы, история, фольклор, мифология балтов, используются образы литовских художников и их творчества.
Обжигающее чувство вины возникло в Бобровском при первой встрече с Древней Русью — у стен Новгорода в 1941 году. И это отразилось в первом стихотворении, написанном на берегу Ильменя.
Другие темы
Литературовед Герхард Вольф устанавливал в стихах Бобровского «четыре уровня создания, четыре смысловые плоскости, сращенные единым поэтическим видением». Первое — память о детстве с его наивным восприятием мира, поэтическим одушевлением природы. Вторая — картины войны, властно и грубо вторгающиеся в меланхолическое любование прошлым. Третья плоскость — данное ретроспективно, с точки зрения сегодняшнего дня, признание личной и национальной вины и обвинение войны. Философское осмысление истории, проведение смысловых нитей от последней войны ко всем предыдущим — четвёртая, объединяющая плоскость.
Один из разделов «Времени сарматов» составляют стихи на культурно-исторические темы, в которых Бобровский рисует портреты любимых писателей прошлого и современников — Вийона, Гонгоры, Дилана Томаса, стихи о Бахе, Моцарте, Клопштоке, Чаттертоне, Мицкевиче и др. Они возникают как символы несовместимости духовной культуры и фашистского насилия.
В поэтическом творчестве «писателей родины» с конца XIX века преобладает природа. Красота природы Бобровского сливается с красотой, созданной человеком. Но в мир красоты врывается смерч войны: от радостного любования переход к обвинению и раскаянию.
Бобровский так же внимательно относился к роли народа как двигателя исторического процесса. Эта идея сближает его с философией Гердера, пытавшегося создать универсальную историю всех веков и народов, говорившего об идее общечеловеческой ценности каждой национальной культуры. Концепция Гердера послужила серьёзным обоснованием выбора его жизненного и творческого пути, по которому шёл Бобровский.
Будучи родом из мест, «где все настоящие немцы имеют польскую фамилию, а настоящие поляки — немецкую», Бобровский сумел на несвойственном немцу лёгком языке тонко уловить и описать нюансы жития и самосознания человека в «полинациональном котле». Иоганнес Бобровский не был «почвенником», но он всю жизнь писал об одном крае, и местный фольклор и колорит отразился в его стихах и прозе. «Сам этот край как музыка», — писал Бобровский.

## Признание
Лауреат премий Генриха Манна (1965), Шарля Вейонна (Швейцария, 1965) и др.

## Произведения
- Sarmatische Zeit / Время сарматов (1961, стихотворения)
- Schattenland Ströme / Земля теней и рек (1962, стихотворения)
- Levins Mühle, 34 Sätze über meinen Großvater / Мельница Левина (1964, роман в новеллах, экранизирован в 1980)
- Boehlendorff und Mausefest / Бёлендорф и мышиный праздник (1965, новеллы)
- Litauische Claviere / Литовские клавиры (1966, роман)
- Wetterzeichen / Знаки погоды (1967, стихотворения)
- Der Mahner / Остерегающий (1967, новеллы)
- Im Windgesträuch / В зарослях ветра (1970, стихотворения; посмертно)

## Сводные издания
- Gesammelte Werke in sechs Bänden. — Stuttgart, 1998—1999.

## Публикации на русском языке
- Бёлендорф. Литовские клавиры. — М.: Молодая гвардия, 1969.
- «Бёлендорф» в переводе Грейнема Ратгауза
- Мельница Левина: повесть о моем дедушке в 34-х пунктах. — М.: Художественная литература, 1970.
- Избранное. — М.: Молодая гвардия, 1971.
- Похоронная песня // Из немецкой поэзии / Пер. Л. Гинзбурга. — М.: Художественная литература, 1979. — С. 422—423.
- [Стихи] // Строфы века — 2. — М.: Полифакт, 1998. — С. 783, 903—904.
- [Стихи] / Пер. Е. Витковского // Век перевода. — М.: Водолей, 2006. — С. 66—68.
- Стихи / Пер. Вяч. Куприянова // Дружба народов. — 2007. — № 4.

Стихи Бобровского также переводили М. Гаспаров, Г. Сапгир, И. Вишневецкий, С. Морейно, Г. Куборская-Айги.